# Emmanuel Vaudan

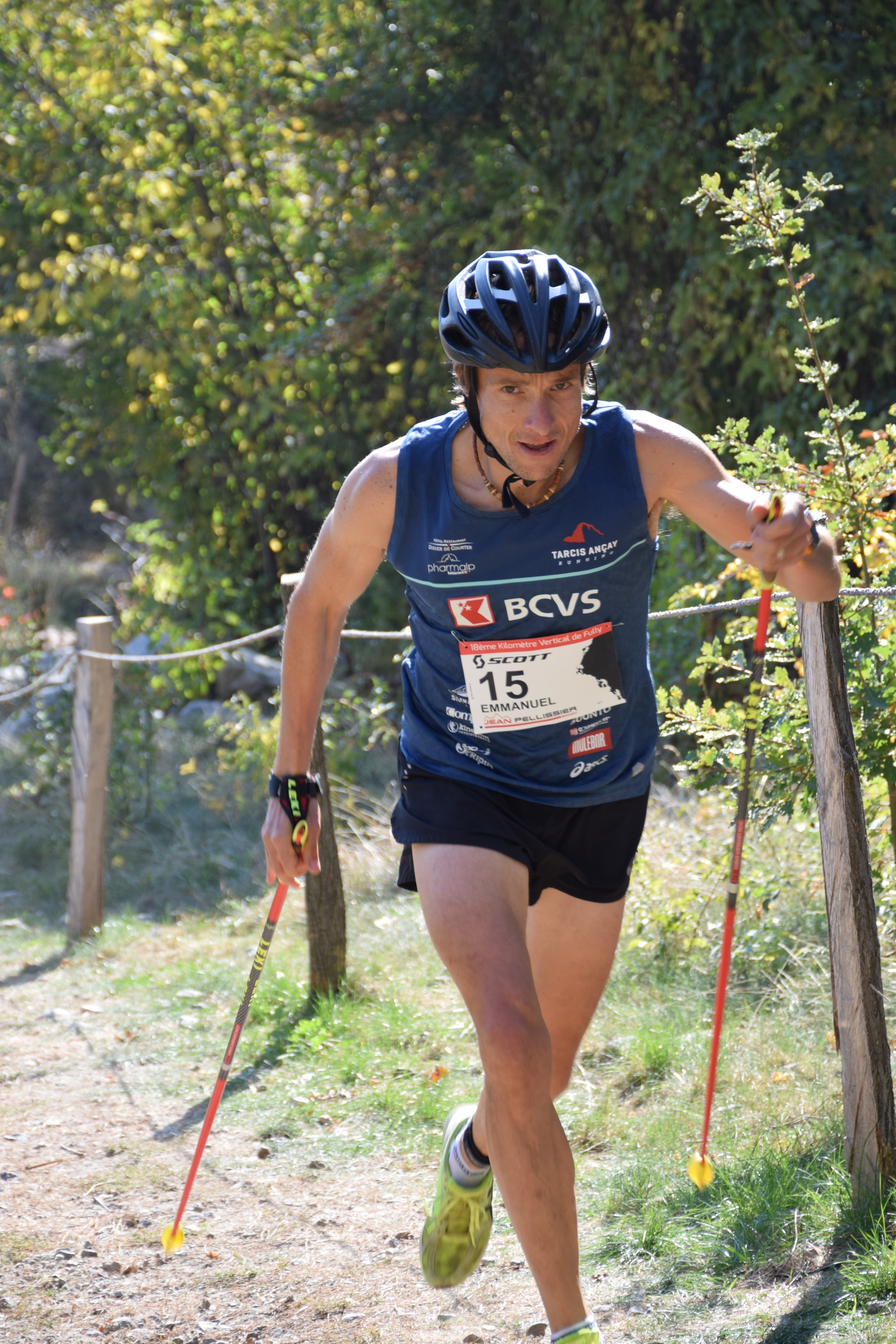
Emmanuel Vaudan, 2018

Emmanuel Vaudan (* 21. Dezember 1971) aus Monthey ist ein Schweizer Skibergsteiger, Berg- und Marathonläufer. Er war Mitglied der Schweizer Nationalmannschaft Skialpinismus.

## Erfolge (Auswahl)

### Skibergsteigen
- 2002:
  - 2. Platz Team bei der Trophée de la Tête de Balme (mit Pierre-Marie Taramarcaz)
  - 2. Platz Team beim Diamir-Race Diemtigtal (mit Christian Pittex)
  - 2. Platz bei der Trophée du Muveran (mit Christian Pittex)
  - 3. Platz beim Schweizer Cup (Coupe Suisse)

- 2004: 5. Platz bei der Patrouille des Glaciers zusammen mit Pius Schuwey und Didier Moret

- 2005:
  - 5. Platz bei der Europameisterschaft Vertical Race
  - 10. Platz bei der Europameisterschaft Skibergsteigen Team mit Yannick Ecoeur

- 2008: 2. Platz beim Kilomètre Vertical de Fully

### Laufsport
- 2005: 1. Platz Halbmarathonstrecke bei der Mystery Inferno
- 2006: 3. Platz Halbmarathonstrecke bei der Mystery Inferno
- 2007: 1. Platz Halbmarathonstrecke beim Alpenmarathon